# Oh! My Goddess
Oh! My Goddess (jap. ああっ女神さまっ, Aa Megami-sama) ist eine Manga-Serie des Zeichners Kōsuke Fujishima, die von 1988 bis 2014 in Japan erschien. Sie wurde in mehrere Sprachen übersetzt und in mehreren Animes, einer Light Novel und in Videospielen adaptiert. Die Handlung dreht sich um den Studenten Keiichi Morisato, der aus Versehen die Göttin Belldandy zu sich ruft, auf dass diese bei ihm bleibt. Während sich die Beziehung zwischen beiden weiterentwickelt, kommen aus Belldandys und Keiichi Umfeld immer neue Charaktere hinzu, die bewusst oder ungewollt Konflikte verursachen, die meist mit gutem Ausgang bewältigt werden können. Der Manga ist in die Genres Fantasy, Harem, Drama und Romanze einzuordnen.

## Handlung
Eigentlich wollte der Student Keiichi Morisato sich nur telefonisch etwas zu essen bestellen, doch dann landet er versehentlich beim „Technischen Göttinnen-Notdienst“ und bekommt Besuch von der Göttin Belldandy, von der er sich etwas wünschen darf. Da wünscht er sich im Scherz, dass die schöne Belldandy für immer bei ihm bleiben möge. Nun wird dieser Wunsch ihm tatsächlich erfüllt und die Göttin bleibt bei ihm, was allerdings dazu führt, dass er aus dem Studentenwohnheim herausgeworfen wird. Die beiden finden einen alten Tempel, der dank Belldandys göttlichen Fähigkeiten auch wieder bewohnbar gemacht werden kann, und ziehen dort ein.
Bevor Keiichi sich jedoch richtig über die unverhoffte Beziehung mit einer Göttin freuen kann, taucht seine Schwester auf, die bei ihm einziehen will. Und auch Belldandys göttliche Schwestern Urd und Skuld sowie weitere Götter, Dämonen und Fabelwesen machen den beiden bald das Leben schwer. Daneben gibt es noch das Leben an der Universität und im Motorradclub, das Keiichi durch seine groben, rüpelhaften Sempai schwer gemacht wird, auch wenn diese es oft nur gut mit ihm meinen. Und Sayoko Mishima, eine Kommilitonin die Keiichi früher erfolglos umwarb, ist nun eifersüchtig auf Belldandy und will die beiden auseinanderbringen.

## Charaktere

### Hauptfiguren
Belldandy (ベルダンディー, Berudandī)
Als Göttin erster Klasse hat Belldandy hin und wieder einige Probleme, mit dem Leben als Mensch zurechtzukommen. Keiichi wird jedoch nicht müde, ihr zu versichern, dass das völlig in Ordnung sei. Sie arbeitet gemeinsam mit ihren Schwestern am Schicksals-Computer Yggdrasil.
Keiichi Morisato (森里 螢一, Morisato Kei'ichi)
ist Belldandys Freund und Leidtragender der haarsträubenden Ereignisse. Der Motoren-Fan ist als Maschinenbau-Student an der Universität eingeschrieben. Er liebt Belldandy über alles, muss aber einiges aushalten, seit er mit den Göttinnen zusammenlebt.
Urd (ウルド, Urudo)
ist Belldandys ältere Halbschwester. Als Spezialistin für Zaubertränke und -mittelchen aller Art versucht sie sich die meiste Zeit eher glücklos als Amor. Urds „verruchter“ Charakter, der von ihrem halb dämonischen, halb göttlichen Wesen kommt, führt immer wieder zu den absurdesten Katastrophen, die Keiichi und Belldandy letztendlich aber doch einander näher bringen.
Skuld (スクルド, Skurudo)
ist Belldandys jüngere, technisch hochbegabte Schwester. Wenn sie nicht gerade mit dem Konstruieren hochkomplizierter Apparate beschäftigt ist, jagt sie gelegentlich mit ihrem Hammer Bugs, fehlgeleitete göttliche Programme. Anders als Urd ist sie gegen die Beziehung zwischen Belldandy und Keiichi.

### Nebencharaktere

#### Götter und Dämonen
Peorth (ペイオース, Peiōsu)
Peorth ist eine Göttin, die sich in Konkurrenz zu Belldandy sieht, seit Keiichi auch sie zufällig gerufen hat. Möglicherweise ist ihre Aufgabe jedoch nur Belldandys Liebe zu Keiichi zu überprüfen. Peorth ist hartnäckig und Belldandy muss sich mehr als einmal schützend vor Keiichi stellen.
Rinda (リンド, Rindo)
Rinda ist eine Göttin erster Klasse. Zunächst kam sie in einem Oh! My Goddess-Arcade-Game vor, wurde dann aber auch in die Manga-Serie übernommen.
Hild (ヒルド, Hirudo)
Hild ist die Herrin der Hölle und Urds Mutter. Sie geht mit ihren Versuchen, ein bisschen Spaß zu haben, allen auf die Nerven.
Marller (マーラー, Mārā)
Marller ist ihres Zeichens Dämon erster Klasse und damit Feind aller Göttinnen. Zumindest mit Urd versteht sie sich aber trotzdem ganz gut, so dass sich die beiden oft Schaukämpfe liefern.
Mini-Ninja
Die drei weiblichen Mini-Ninja Hikari Senkuo, Kodama Genwaku und Nozomi Senrigan wurden ursprünglich von Mara in feindlicher Absicht zu Keiichi und Belldandy geschickt. Sie kamen allerdings ihrem Auftrag nicht nach, sondern zogen dort ein.
Senbei (せんべい)
Maras Sidekick Senbei ist ein Flaschengeist, der sich nur gut fühlt, wenn andere sich schlecht fühlen. Zum Glück ist er weder besonders geschickt noch schlau.
Welsper (ヴェルスパー, Werusupā)
Der Dämon Welsper wurde zur Strafe für sein Versagen in eine Katze verwandelt und lebt bei Belldandy und Keiichi.

#### Menschen
Megumi Morisato (森里恵, Morisato Megumi)
Megumi Morisato  ist Keiichis jüngere Schwester und ebenfalls Studentin. Sie ist unerschrocken und frech.
Otaki Aoyama
Einer der Sempai von Keiichi und Vorstand des studentischen NIT Motorclub (NIT MCC). Otaki ist bestens gerüstet, um immer und überall Motoren zu reparieren. Sein eigenartiger Sinn für Humor wird allerdings wohl nur von seinem Saufkumpan Tamiya verstanden.
Tamiya
Mit seiner aufdringlichen Art verschreckt Tamiya regelmäßig die neuen Mitglieder des Motorclubs. Zusammen mit Otaki hat er immer wieder die verrücktesten Ideen, wie der Club sich bei Wettbewerben präsentieren kann, um neue Mitglieder anzuwerben.
Sora Hasegawa (長谷川空, Hasegawa Sora)
Die eher schüchterne und zurückhaltende Sora Hasegawa ist Studentin am Nekomi Institute of Technology und zählt zu den wenigen Mitgliedern des Motorclubs, was man ihr auf den ersten Blick jedoch nicht ansieht. Sie gehört einer jüngeren Generation von Studenten an, somit sind Belldandy und Keiichi ihre Sempai.
Sayoko Mishima (三嶋沙夜子, Mishima Sayoko)
Sayoko Mishima ist Belldandys selbst ernannte Widersacherin. Sayokos erklärtes Ziel ist es, Belldandy und Keiichi auseinanderzubringen und Belldandy zu vertreiben, da sie ihre Position als „Campus-Königin“ durch Belldandy verlor.

## Entstehung und inhaltliche Einflüsse
Die Ursprünge von Oh! My Goddess liegen in einem Yonkoma-Manga, der als Ableger zu Fujishimas damaliger Serie You’re Under Arrest! entstand und in dem deren Hauptfiguren zu einer Göttin beten. Dieser Running Gag fand so viel Anklang, dass Fujishima auf dessen Grundlage eine neue Serie entwickelte. Die Grundlage von Oh! My Goddess war dabei die Idee der göttlichen Tätigkeit als eines Berufes. Dies kombinierte Fujishima dann mit Elementen der in Japan recht unbekannten Nordischen Mythologie, aus der zahlreiche Figuren und Ereignisse entlehnt sind. Diese wurden dabei mit Elementen der japanischen Kultur vermischt, so haben die drei Göttinnen auf ihrer Stirn ein „drittes Auge“, das ihre Macht symbolisiert. Auch die Rollen und Charaktereigenschaften der Figuren wurden der Handlung angepasst.
- Verdandi bzw. Verthandi ist eine der drei Nornen (nordische Schicksalsschwestern), die allen Menschen Schicksal und Lebensspanne zuweisen. Verdandi verkörpert dabei die Gegenwart. Der Name Belldandy im Manga entstand durch die Rückübertragung der japanischen Lautumschrift ベルダンディー, Berudandī.
- Urd ist Halbgöttin und die zweite der drei Nornen. Sie steht für die Vergangenheit.
- Skuld steht für die Zukunft und ist die dritte der drei Schicksalsschwestern.
- Rind war eine Erdgöttin, die von Göttervater Odin dazu auserkoren wurde, mit ihm den Rächer von Baldr, Odins Lieblingssohn, zu zeugen. Durch eine List erreichte Odin sein Ziel und Váli wurde geboren.
- Der Name Sigel stammt ebenso wie Peorth aus der Runenschrift der nordischen Völker. Sigel bedeutet Sonne oder auch Segel und symbolisierte die Hoffnung der Seefahrer. Sie ist das Zeichen der Kraft und steht für die erleuchtende und erwärmende Sonne sowie für die Dynamik des Lebens.
- Welsper bzw. Völuspá ist das erste Gedicht der Edda, der klassischen nordischen Liedersammlung, und beschreibt aus der Sicht einer Seherin die Entstehung der Welt und die Ragnarök, den Weltuntergang.
- Yggdrasil ist in der germanischen Mythologie die Weltesche.

## Konzeption
Der Manga lebt von der Einführung immer neuer Figuren. Schwerpunkte der lose zusammenhängenden Geschichten sind die Personen und ihre Beziehungen zueinander. Dabei hat die Serie einen recht engen Fokus auf wenige wichtige Charaktere, und die Beziehung zwischen Belldandy und Keiichi steht im Vordergrund. Daher ist die Handlung zunächst eine Romanze, der durch die herrschenden Umstände komische oder dramatische Elemente hinzugefügt werden.
Der Hauptkonflikt ist Belldandys Bemühen, Keiichi mit ihren magischen Kräften zu helfen während dieser alles aus eigener Kraft erreichen will; sowie Keiichis Sorge, dass die unschuldige Belldandy durch den Einfluss der Menschen korrumpiert wird. Susan J. Napier konstatiert, zum Konzept der Serie gehöre auch, dass sich der (männliche) Zuschauer im Protagonisten identifizieren und so seine Wünsche und Fantasien erleben kann.

## Veröffentlichungen

### Manga
Oh! My Goddess erschien in Japan seit 1988 in Einzelkapiteln im Manga-Magazin Afternoon des Kodansha-Verlags. Nach 25 Jahren endete die Serie in Ausgabe 6/2014 von Afternoon, die am 25. April 2014 erschien. Die Einzelkapitel wurden von November 1988 bis 23. Juli 2014 auch in 48 Sammelbänden veröffentlicht. Die Bände verkauften sich jeweils über 70.000 mal.
Zusammen mit dem 46. Sammelband erschien am 23. August 2013 die erste offizielle Anthologie (「おかわりっ!! めがみさまっ!! 『ああっ女神さまっ』公式アンソロジー」), die zuerst zwischen 2009 und 2011 anlässlich des 20-jährigen Jubiläums der Serie in Afternoon publiziert wurde, mit einem Umschlagbild von Oh! Great und Beiträgen von Chika Umino, Clamp, Kozue Amano u. a.
In Deutschland erschien die Manga-Serie seit 1999 in gespiegelter Leserichtung beim Egmont-Verlag. Der letzte Band 48 kam im Oktober 2015 auf den Markt. Da es zwischen 1999 und 2003 im Egmont-Verlag mehrere organisatorische Veränderungen gab, wurde Oh! My Goddess unter drei verschiedenen Labels veröffentlicht:
- Feest Comics (Egmont Ehapa Verlag) (Band 1–10)
- Feest Manga (Band 11–14)
- Egmont Manga und Anime (EMA, ab Band 15)

Dies führte bei Neuauflagen früherer Bände unter dem neuen EMA-Label zu einer neuen Vergabe von ISBNs. Zudem unterscheidet sich das Cover des zwölften Bandes in der alten und der neuen Ausgabe, der Inhalt ist jedoch gleich.
Außerdem erscheint die Manga-Serie unter anderem auch in Frankreich, Polen, Mexiko, dem Vereinigten Königreich, Italien, Spanien, Schweden, Taiwan und den Vereinigten Staaten.

### Animes
Auf der Grundlage der Manga-Serie wurden mehrere Oh! My Goddess-Animes produziert. Bisher entstanden mehrere Original Video Animations, die Super-Deformed-Fernsehserie Mini-Göttinnen, ein Kinofilm und eine weitere Fernsehserie.

#### Original Video Animations
Die erste, fünfteilige OVA wurde von AIC unter der Regie von Hiroaki Gōda produziert. Die Musik komponierte Takeshi Yasuda, das Charakterdesign entwickelte Hidenori Matsubara und für die künstlerische Leitung war Hiroshi Kato verantwortlich. Das Vorspannlied My Heart iidasenai, Your Heart tashikametai stammt vom The Goddess Family Club, der Abspann wurde mit dem Titel Congratulations von der gleichen Gruppe unterlegt. Zwischen Februar 1993 und Mai 1994 kamen die Folgen in Japan in die Läden.
Sie erzählt eine etwas andere Geschichte als der Manga: Belldandy erscheint in Keiichis Zimmer, erfüllt ihm seinen Herzenswunsch, Urd stößt hinzu und versucht sich als Amor, Skuld sucht die Hilfe ihrer großen Schwester bei der Bug-Jagd und kommt deshalb auf die Erde. Auch die anderen Charaktere werden nach und nach eingeführt. Die zweite Hälfte der OVA erzählt eine Hintergrundgeschichte, die im Manga nicht vorkommt.
In Deutschland ist die OVA von Anime Virtual auf DVD veröffentlicht worden, außerdem ist die Handlung bei EMA als fünfbändiger Anime-Comic erschienen. Eine englische Fassung erschien in Nordamerika und Australien, Kazé und Tonkam Vidéo brachten eine französische Übersetzung heraus und Locomotion sendete die Folgen im lateinamerikanischen Fernsehen. Sie wurden außerdem ins Italienische, Russische, Niederländische, Tagalog und Chinesische übersetzt.
Nach dieser ersten OVA wurde 2007 das zweiteilige Special Aa Megami-sama: Tatakau Tsubasa veröffentlicht. 2011 folgte das ebenfalls zweiteilige Ah Megami-sama: Itsumo Futari de. Eine weitere OVA wurde am 23. August 2013 als Beilage der Sonderausgabe des 46. Mangabandes veröffentlicht.

#### Mini-Göttinnen
Die 48 Kurzepisoden umfassende, vollständig im SD-Format gehaltene Fernsehserie Mini-Göttinnen (ああっ女神さまっ小っちゃいって事は便利だねっ, Aa! Megami-sama: Chicchaitte koto wa benri da ne, dt. „Oh! (Meine) Göttin: Klein zu sein kommt gut gelegen“) wurde von Oriental Light and Magic produziert, Regie führten Hiroko Kazui und Yasuhiro Matsumura. Das Mechanical Design stammt von Yasuhiro Nishinaka. Die verschiedenen Abspanne wurden unterlegt mit den Titeln Call Me Iwa-chan und Denwa Shite Iwa-chan von Yuki Ishii und XXX (Kiss Kiss Kiss) interpretiert von Splash! und Hisakawa Aya. Die Serie wurde vom 6. April 1998 bis zum 29. März 1999 auf dem japanischen Fernsehsender WOWOW ausgestrahlt.
Die Handlung basiert auf den Yonkoma-Manga-Strips, die in den Manga-Bänden oft zwischen den einzelnen Kapiteln vorkommen und in der deutschen Ausgabe die Überschrift Oh! My Mini Goddess tragen. Die Hauptfiguren sind Mini-Urd, Mini-Skuld und Mr. Ratte (岩ちゃん, Gan-chan). Mini-Belldandy taucht nur gelegentlich auf, Keiichi kommt nur in einer einzigen Szene zu Beginn der ersten Folge als Schattenriss vor. Weitere Charaktere sind Mini-Mara und die Mini-Ninja, die als Gegenspieler auftreten, sowie weitere Ratten.
In Deutschland wurde die Serie unter dem Titel Mini-Göttinnen ab dem 7. Januar 2003 auf RTL II ausgestrahlt und ist in Deutschland, Österreich und der Schweiz von Anime Virtual in einer Box mit drei DVDs veröffentlicht worden. Locomotion strahlte die Serie in Lateinamerika aus, veröffentlicht wurde sie auch in den USA und Frankreich.

#### Kinofilm
Studio AIC produzierte einen Oh! My Goddess-Kinofilm (劇場版「ああっ女神さまっ」, Gekijōban Aa! Megami-sama), der am 21. Oktober 2000 in die japanischen Kinos kam. In Deutschland, Österreich und der Schweiz ist der Kinofilm von Anime Virtual auf DVD veröffentlicht worden, außerdem ist die Handlung bei EMA als dreibändiger Anime-Comic erschienen.

#### Fernsehserie
17 Jahre nach dem Beginn der Manga-Serie wurde von AIC eine Fernsehserie produziert, die sich trotz einiger Änderungen weitgehend am Manga orientiert. Regie führte Hiroaki Gōda, und die Drehbücher schrieben Kunihiko Kondo und Nahoko Hasegawa. Hidenori Matsubara war für das Charakterdesign und Hiroshi Kato für die künstlerische Leitung verantwortlich. Inhaltlich liegt die Serie dem Manga näher als die vorherigen Adaptionen. Die erste Fernsehstaffel von Oh! My Goddess umfasst 26 Folgen und wurde vom 6. Januar bis zum 7. Juli 2005 auf dem japanischen Sender TBS ausgestrahlt. Die 24 Folgen umfassende zweite Staffel Oh! My Goddess: Sorezore no Tsubasa wurde vom 6. April bis 14. September 2006 ausgestrahlt.
Inzwischen ist die erste Staffel in Japan, Frankreich, Taiwan, den USA und Kanada auf DVD erhältlich. Sie wurde in Korea, den Philippinen und Spanien im Fernsehen ausgestrahlt. Die komplette erste Staffel ist 2007 in Deutschland, Österreich und der Schweiz beim Anime-Label Anime Virtual auf sechs DVDs erschienen. Im gleichen Jahr erfolgte eine Neuauflage in einer Mega-Box inklusive des Films, der OVAs und dem Spin-offs Mini-Göttinnen. Am 26. Oktober 2009 erfolgte dann eine Wiederveröffentlichung der ersten Staffel als Gesamtausgabe ohne den Film und die OVAs. Die zweite Fernsehstaffel ist in Japan und den USA auf DVD erschienen und wurde im philippinischen Fernsehen gezeigt.

##### Synchronisation
Für die deutschsprachige Synchronfassung war das Berliner Synchronstudio Elektrofilm verantwortlich.
| Rolle             | Japanische Sprecher (Seiyū) | Deutscher Sprecher |
| ----------------- | --------------------------- | ------------------ |
| Belldandy         | Kikuko Inoue                | Melanie Hinze      |
| Kei'ichi Morisato | Masami Kikuchi              | Robin Kahnmeyer    |
| Urd               | Yumi Touma                  | Diana Borgwardt    |
| Skuld             | Aya Hisakawa                | Susanne Kaps       |
| Marller           | Urara Takano                | Vera Teltz         |
| Lind              | Miki Itou                   | Giuliana Jakobeit  |
| Megumi Morisatio  | Yuriko Fuchizaki            | Maria Koschny      |

##### Musik
Die Musik wurde komponiert von Shiroh Hamaguchi. Die beiden Vorspannlieder sind Open Your Mind ~Chiisana Hane Hirogete~ (Open Your Mind ~小さな羽根ひろげて~) und Shiawase no Iro (幸せのいろ) von Yoko Ishida. Für die Abspanne verwendete man folgende Titel:
- Negai (願い) von Yoko Ishida
- Wing von Yoko Takahashi (eps 13–23)
- Our Miracle von Youko Ishida
- Bokura no Kiseki (僕らのキセキ) von Yoko Ishida
- Koibito Doshi (恋人同士) von Jukai

### Light Novel
Yumi Tōma, Sprecherin von Urd, schrieb eine Light Novel zu Oh My Goddess!. Diese wurde von Fujishima und Hidenori Matsubara illustriert und am 20. Juli 2006 von Kodansha in Japan veröffentlicht. Dark Horse Comics brachte das Buch auch auf Englisch heraus.

### Videospiele
Für die Konsole NEC PC-9801 brachte Banpresto 1993 das Spiel Aa! Megami-sama!, basierend auf dem Manga, heraus. Eine erweiterte Version des Spiels erschien 1997 für den PC-FX. Im folgenden Jahr erschien Quiz: Ah! My Goddess für den Dreamcast von Sega, in dem der Spieler in der Rolle der Hauptfigur Keiichi Quizfragen der anderen Charaktere der Serie beantwortet. Ein von Marvelous Interactive entwickeltes Spiel für die PlayStation 2 erschien außerdem im Februar 2007.

## Rezeption und Analyse
Der Manga wurde 2009 mit dem Kōdansha-Manga-Preis in der allgemeinen Kategorie ausgezeichnet. Er ist der größte internationale Erfolg von Zeichner Kōsuke Fujishima.
Die englische Übersetzung des Mangas und der ersten OVA wurde in der US-amerikanischen Anime- und Comicfanszene sehr beliebt. Fred Patten schreibt, die Serie lebe von ihren „liebenswerten Charakteren“. Antonia Levi hält die Integration der Elemente aus der nordischen Mythologie in die Serie für äußerst gelungen, gerade dadurch dass diese stark „japanisiert“ werden und so ein einfallsreiches, verspieltes Ergebnis entstehe. So werden die im Original eher düsteren Figuren in für eine romantische Komödie passendere Rollen versetzt. Den Hauptcharakter Keiichi bezeichnet Levi als den typischen passiven männlichen Protagonisten, als Nerd, wie es ihn häufig in Fantasy-Animes gibt. Sie vergleicht mit den Protagonisten der amerikanischen Serie Verliebt in eine Hexe, in der eine ähnliche Situation herrscht, in der der Mann aber aggressiv darauf reagiert und gegenüber der durch ihre magischen Fähigkeiten mächtigeren Frau auf seiner Vormachtstellung beharrt. Im Gegensatz dazu stelle Keiichi keine Forderungen an Belldandy, ist dankbar für ihre Fähigkeiten und Hilfe und sorgt sich um sie. Das Verhältnis von Keiichi zu seinen älteren Kommilitonen bezeichnet Antonia Levi als ein typisch japanisches Sempai-Kōhai-Verhältnis, das durch eine gewisse Unterwürfigkeit des Jüngeren geprägt ist. Dieses ist für den westlichen Zuschauer jedoch nur schwer zugänglich und nachzuvollziehen. Laut Susan J. Napier ist die Abwesenheit der Eltern und insbesondere der Mutter wie bei vielen Serien dieser Zeit ein Bezug zur japanischen Gesellschaft, in der es immer mehr Scheidungen gab und mehr Mütter werktätig wurden und dadurch nicht ihre traditionelle Rolle erfüllten. Daher werde, vermutlich auch in Reaktion auf die Emanzipation, ein sehr konservatives Frauenbild gezeichnet. So entspricht insbesondere Belldandy einem „wahrgewordenen Traum“ Keiichis von einer Ehefrau, die praktisch nur für sein Wohl existiert. Das wird unterstützt durch erzählerischen Fokus auf die Beziehung zwischen Belldandy und Keiichi. Trotz der Unsicherheiten einer Beziehung zwischen Mensch und Gottheit und durch die Magie laufen die Geschichten, im Anime, aber stets auf ein gutes oder zumindest hoffnungsvolles Ende hinaus.
Laut AnimaniA ist die Serie nicht nur eine weitere Auflage des Konzeptes auf Urusei Yatsura, Tenchi Muyo und Ranma ½, sondern deutlich ernster und dramatischer angelegt. Die Serie sei daher zu empfehlen, die Funime bezeichnet sie als „Klassiker der romantischen (Anime-)Komödie schlechthin“. Da es zehn Jahre gedauert hat, dass der Manga nach Deutschland kam, wirkte dessen Stil zunächst überkommen. Inhaltlich habe die Serie aber überzeugt und wurde so auch hier erfolgreich. Die Zeichnungen haben sich seit Beginn der Serie deutlich weiterentwickelt, der Strich wurde klarer und moderner. Die erste OVA sei ebenso gelungen, jedoch mit einer stark komprimierten Handlung. Die Fernsehserie von 2005 lege mehr Wert auf die Charakterisierung der Hauptfiguren, Dialoge und romantische Szenen. Humor wird durch Super-Deformed- und Slapstickeinlagen integriert. Animationen und Hintergründe seien gelungen, gelobt wird die Musik der Serie und die deutsche Synchronisation. Auch in der Funime wird die Synchronisation positiv bewertet, die restliche Aufmachung der ersten deutschen DVD-Veröffentlichung der OVA sei jedoch misslungen und mit vielen Fehlern behaftet. In der zweiten Veröffentlichung in Form einer Box wurden aber viele Fehler korrigiert.